# Sede titolare di Sejny
Sejny (in latino: Dioecesis Seinensis) è una sede vescovile titolare della Chiesa cattolica istituita nel gennaio del 2009.

## Storia
Wigry, città tra Suwałki e Sejny, fu sede di una diocesi polacca eretta il 16 marzo 1799 con la bolla Saepe factum est di papa Pio VI, ricavandone il territorio dall'arcidiocesi di Vilnius. Assunse il nome di diocesi di Sejny il 30 giugno 1818 per effetto della bolla Ex imposita nobis di papa Pio VII, con cui i confini diocesani venivano adattati ai confini politici stabiliti dal Congresso di Vienna e pertanto al territorio diocesano vennero aggiunti tre decanati che erano appartenuti alla diocesi di Płock; contestualmente la sede vescovile fu traslata a Sejny. Tre anni dopo, per effetto della bolla Sedium episcopalium di papa Pio VII, la sede fu nuovamente traslata ad Augustów e la diocesi assunse il nome di diocesi di Augustów.
Dal gennaio 2009 Sejny è annoverata tra le sedi vescovili titolari della Chiesa cattolica; dal 18 marzo 2009 l'arcivescovo, titolo personale, titolare è Jan Romeo Pawłowski, nunzio apostolico in Grecia.

## Cronotassi dei vescovi titolari
- Jan Romeo Pawłowski, dal 18 marzo 2009